# 舍哲尔·杜尔

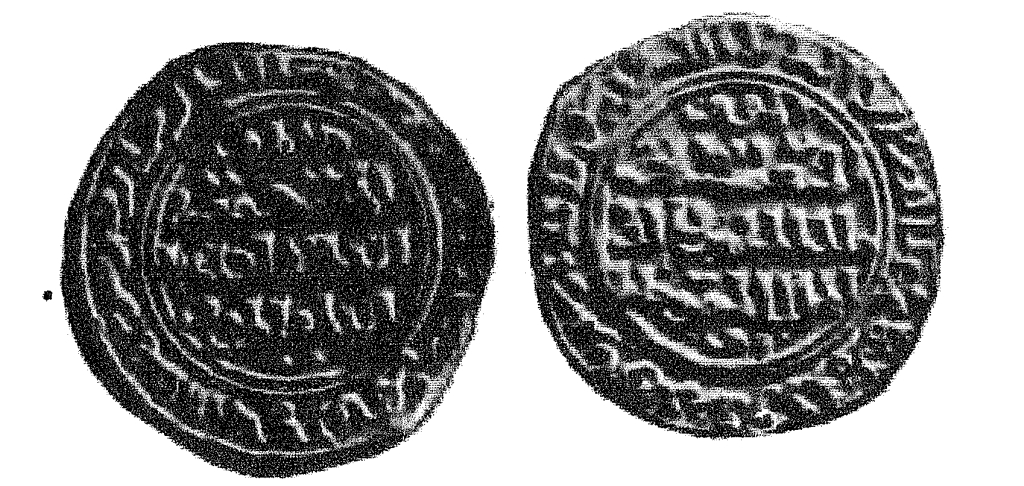
舍哲尔·杜尔统治时发行的第纳尔硬币

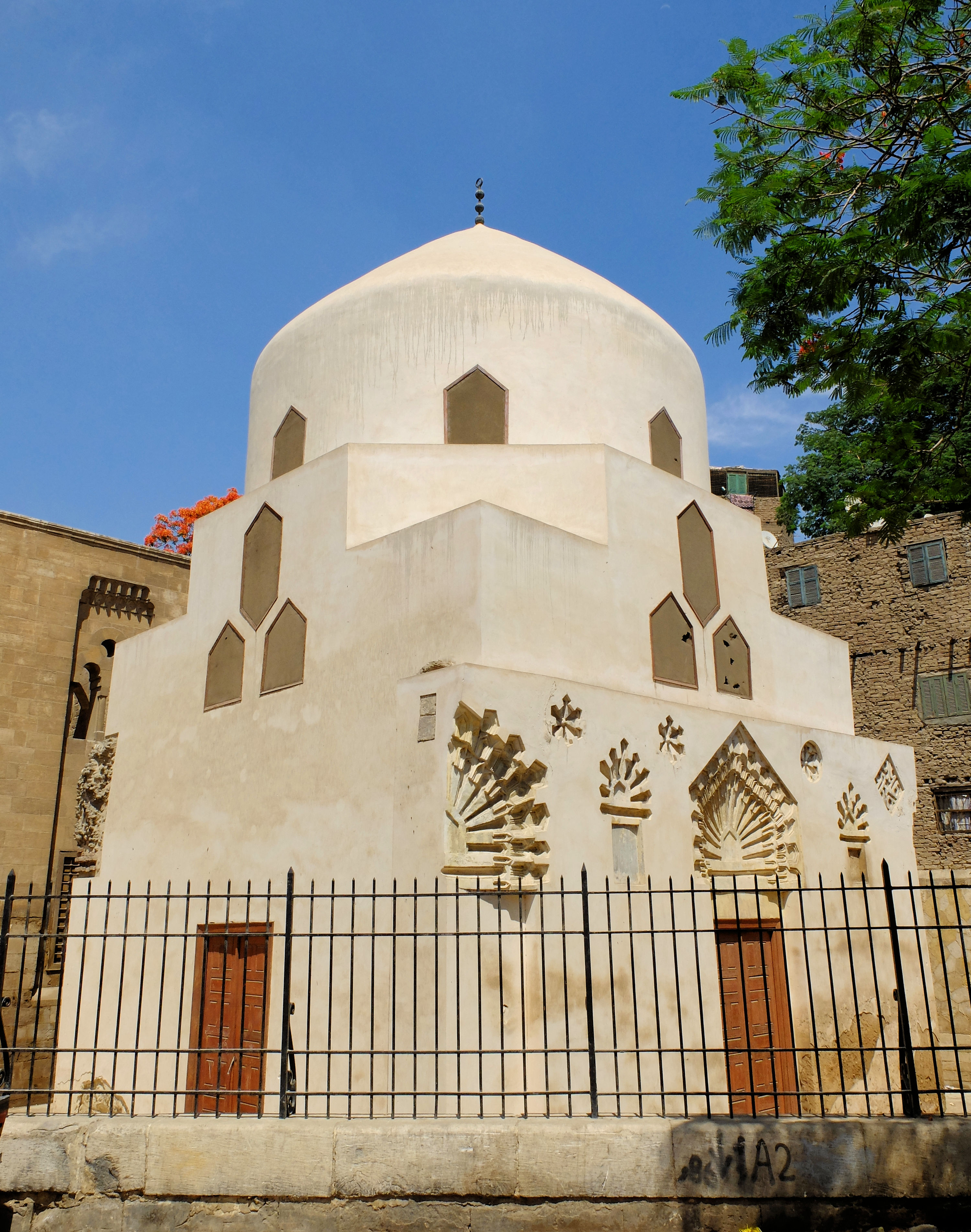
舍哲尔·杜尔陵墓

舍哲尔·杜尔（直译：「珍珠小枝」；约1220年—1257年4月28日），又称舍哲拉特·杜尔（شجرة الدر），王室称号为马利卡·阿斯玛特·艾德-丁·乌姆-哈利勒·舍哲尔·杜尔（الملكة عصمة الدين أم خليل شجر الدر），是埃及历史上的一位女君主。
她原为一名儿童奴隶，后成为阿尤布王朝苏丹萨利赫·阿尤布的妾侍和妻子。第七次十字军东征（1249年—1250年）期间，萨利赫·阿尤布去世后，舍哲尔·杜尔成为埃及摄政。1250年5月2日，她成为埃及的苏丹娜，标志着阿尤布王朝的终结和马穆鲁克时代的开始；由于统治不稳，她嫁给马穆鲁克首领伊兹丁·艾伯克，并于同年7月30日退位，将苏丹之位交给艾伯克。1257年，艾伯克打算再婚，舍哲尔·杜尔害怕此举威胁到自己的地位，遂指使仆人在艾巴克洗澡时将其杀害；随后，涉案仆人在严刑拷打下承认罪行，舍哲尔·杜尔被艾伯克的部下逮捕；不久，艾伯克的儿子曼苏尔·阿里继位为苏丹，曼苏尔·阿里和他母亲的女仆剥光舍哲尔·杜尔的衣服，并用木屐将其活活打死。